# Timang Gajah (plaats)
Timang Gajah is een bestuurslaag in het regentschap Bener Meriah van de provincie Atjeh, Indonesië. Timang Gajah telt 989 inwoners (volkstelling 2010).